# Guerchy
Guerchy là một xã thuộc tỉnh Yonne trong vùng Bourgogne-Franche-Comté miền bắc nước Pháp.